# Férfi katonai pisztoly az 1896. évi nyári olimpiai játékokon
Az 1896. évi nyári olimpiai játékokon a férfi katonai pisztoly versenyt április 10-én rendezték. Mindenkinek 30 lövése volt, melyet hatosával lőhetett el, azaz 5 sorozat alatt. A célpont 25 méteres távolságban volt.
Négy nemzet 16 versenyzője vett részt.
Az amerikai John Paine nyerte az aranyérmet 25 találattal és 442 ponttal. A második helyen bátyja végzett. Sumner Paine 23-szor találta el a célt és 380 pontot szerzett. A bronzérmet egy görög lövész, Nikólaosz Morákisz szerezte meg, aki 205 pontot ért el. A verseny alatt kiderült, hogy az amerikai gyártmányú Colt revolverek klasszisokkal jobb teljesítményre képesek, mint más országbeli riválisaik.

## Eredmények
| Helyezés | Név                     | Nemzet                 | Eredmény       | Találatok      | 1.             | 2.             | 3.             | 4.             | 5.             |
| -------- | ----------------------- | ---------------------- | -------------- | -------------- | -------------- | -------------- | -------------- | -------------- | -------------- |
| Arany    | John Paine              | Egyesült Államok (USA) | 442            | 25             | nincs adat     | nincs adat     | nincs adat     | nincs adat     | nincs adat     |
| Ezüst    | Sumner Paine            | Egyesült Államok (USA) | 380            | 23             | nincs adat     | nincs adat     | nincs adat     | nincs adat     | nincs adat     |
| Bronz    | Nikólaosz Morákisz      | Görögország (GRE)      | 205            | nincs adat     | nincs adat     | nincs adat     | nincs adat     | nincs adat     | nincs adat     |
| 4.       | Joánisz Frangúdisz      | Görögország (GRE)      | nincs adat     | nincs adat     | nincs adat     | nincs adat     | nincs adat     | nincs adat     | nincs adat     |
| 5.       | Holger Nielsen          | Dánia (DEN)            | nincs adat     | nincs adat     | nincs adat     | nincs adat     | nincs adat     | nincs adat     | nincs adat     |
| 6–13.    | Zenon Mikhailidis       | Görögország (GRE)      | nincs adat     | nincs adat     | nincs adat     | nincs adat     | nincs adat     | nincs adat     | nincs adat     |
| 6–13.    | Jeórjiosz Orfanídisz    | Görögország (GRE)      | nincs adat     | nincs adat     | nincs adat     | nincs adat     | nincs adat     | nincs adat     | nincs adat     |
| 6–13.    | Pantazidis              | Görögország (GRE)      | nincs adat     | nincs adat     | nincs adat     | nincs adat     | nincs adat     | nincs adat     | nincs adat     |
| 6–13.    | Patsouris               | Görögország (GRE)      | nincs adat     | nincs adat     | nincs adat     | nincs adat     | nincs adat     | nincs adat     | nincs adat     |
| 6–13.    | Pávlosz Pavlídisz       | Görögország (GRE)      | nincs adat     | nincs adat     | nincs adat     | nincs adat     | nincs adat     | nincs adat     | nincs adat     |
| 6–13.    | Arisztóvulosz Petmezász | Görögország (GRE)      | nincs adat     | nincs adat     | nincs adat     | nincs adat     | nincs adat     | nincs adat     | nincs adat     |
| 6–13.    | Platis                  | Görögország (GRE)      | nincs adat     | nincs adat     | nincs adat     | nincs adat     | nincs adat     | nincs adat     | nincs adat     |
| 6–13.    | Vavis                   | Görögország (GRE)      | nincs adat     | nincs adat     | nincs adat     | nincs adat     | nincs adat     | nincs adat     | nincs adat     |
| –        | Pandelísz Karaszevdász  | Görögország (GRE)      | nem fejezte be | nem fejezte be | nem fejezte be | nem fejezte be | nem fejezte be | nem fejezte be | nem fejezte be |
| –        | Sidney Merlin           | Nagy-Britannia (GBR)   | nem fejezte be | nem fejezte be | nem fejezte be | nem fejezte be | nem fejezte be | nem fejezte be | nem fejezte be |
| –        | Sanidis                 | Görögország (GRE)      | nem fejezte be | nem fejezte be | nem fejezte be | nem fejezte be | nem fejezte be | nem fejezte be | nem fejezte be |